# Serguéi Narishkin
Serguéi Yevguénievich Narishkin (en ruso: Серге́й Евге́ньевич Нары́шкин; Leningrado, 27 de octubre de 1954) es un oficial, empresario y político ruso, actualmente Director del Servicio de Inteligencia Exterior (SVR por sus siglas en ruso) y miembro permanente del Consejo de Seguridad de Rusia. Anteriormente fue presidente de la Duma Estatal desde diciembre de 2011 hasta octubre del 2016, director de la Administración del Presidente de Rusia Dmitri Medvédev entre mayo de 2008 y diciembre de 2011; también fue presidente de la Comisión de la Verdad Histórica en mayo de 2009 hasta que se disolvió en febrero de 2012.

## Biografía
Nació en Leningrado en una de las familias nobles más antiguas de Rusia, la familia Narishkin. Se graduó de Instituto de Mecánica de Leningrado con un título en ingeniería en 1978. En la década de 1990 también se graduó del Instituto de Gestión Internacional de San Petersburgo con un título en economía.
En la década de 1980, sirvió en la embajada soviética en Bélgica. Algunas fuentes sugieren que si bien no trabajó para la KGB después de que había sido compañero de estudios de Vladímir Putin en un grupo de la escuela de la KGB.
Fue elegido a la Duma Estatal, la cámara baja del parlamento ruso en diciembre de 2011. Allí fue elegido presidente de la Duma Estatal; recibiendo 238 votos a favor de su candidatura, mientras que 88 diputados se opusieron. En junio de 2012, firmó una resolución sobre la creación de un consejo cultural en la Duma.
Durante la Crisis de Crimea de 2014 fue sancionado por el gobierno de Estados Unidos.
El presidente Vladímir Putin nombró a Serguéi Narishkin, Director del Servicio de Inteligencia Exterior (SVR por sus siglas en ruso), el servicio ruso de inteligencia para el extranjero y sucesor de la antigua KGB; él asumió el cargo el 5 de octubre de 2016 reemplazando al anterior director Mijaíl Fradkov.
En diciembre de 2021, Narishkin descartó informes sobre una posible invasión de Ucrania afirmando que era «propaganda maliciosa del Departamento de Estado estadounidense». Días antes de que Rusia invadiera Ucrania en febrero de 2022, Narishkin recibió una amplia atención en la prensa de todo el mundo por temblar visiblemente y «tartamudear incómodo» cuando Putin lo humilló públicamente por «torpeza» su respuesta a las preguntas del presidente ruso durante una reunión del consejo de seguridad en relación con el reconocimiento de las regiones separatistas apoyadas por Rusia de Donetsk y Lugansk.